# Liste der Monuments historiques in Trancault
Die Liste der Monuments historiques in Trancault führt die Monuments historiques in der französischen Gemeinde Trancault auf.

## Liste der Objekte
| Bezeichnung                      | Beschreibung | Standort                                  | Kennzeichnung | Schutzstatus | Datum | Bild |
| -------------------------------- | --- | ----------------------------------------- | ------------- | ------------ | ----- | ---- |
| Gemälde Auferstehung Christi     | Ölfarbe auf Leinwand, 17. Jahrhundert; nach Jacopo Tintoretto                                                                | in der Kirche St-Pierre-et-St-Paul (Lage) | PM10002715    | Classé       | 1982  |      |
| Skulptur Madonna mit Kind (1)    | Kalkstein, übertüncht, 14. Jahrhundert                                                                                       | in der Kirche St-Pierre-et-St-Paul (Lage) | PM10002240    | Classé       | 1980  |      |
| Hauptaltar                       | Altartisch, Tabernakel und Retabel; Eichenholz, vergoldet, 18. Jahrhundert; aus dem Kloster Vauluisant; zugehörig PM10003962 | in der Kirche St-Pierre-et-St-Paul (Lage) | PM10003961    | Inscrit      | 1982  |      |
| Gemälde Petrus und Paulus        | Ölfarbe auf Leinwand, 18. Jahrhundert; aus dem Kloster Vauluisant                                                            | in der Kirche St-Pierre-et-St-Paul (Lage) | PM10003962    | Inscrit      | 1982  |      |
| Prozesionsstab Heiliger Hubertus | Holz, farbig gefasst und vergoldet, 18. oder 19. Jahrhundert                                                                 | in der Kirche St-Pierre-et-St-Paul (Lage) | PM10003968    | Inscrit      | 1981  |      |
| Prozesionsstab Madonna           | Holz, farbig gefasst und vergoldet, 19. Jahrhundert                                                                          | in der Kirche St-Pierre-et-St-Paul (Lage) | PM10003964    | Inscrit      | 1981  |      |
| Skulptur Madonna mit Kind (2)    | Holz, vergoldet, 18. oder 19. Jahrhundert; aus der Kirche St-Ouen in Rouen                                                   | in der Kirche St-Pierre-et-St-Paul (Lage) | PM10003966    | Inscrit      | 1981  |      |
| Gemälde Kreuzigung               | Ölfarbe auf Leinwand, vergoldeter Holzrahmen, 19. Jahrhundert; Stiftung von Napoleon III.                                    | in der Kirche St-Pierre-et-St-Paul (Lage) | PM10003965    | Inscrit      | 1985  |      |
| Osterleuchter                    | Holz, vergoldet, 18. oder 19. Jahrhundert                                                                                    | in der Kirche St-Pierre-et-St-Paul (Lage) | PM10003963    | Inscrit      | 1981  |      |
| Retabel                          | Kalkstein, farbig gefasst, 18. Jahrhundert                                                                                   | in der Kapelle St-Epvre (Lage)            | PM10003967    | Inscrit      | 1984  |      |